# Cucullia lindei
Cucullia lindei is een vlinder uit de familie uilen (Noctuidae). De wetenschappelijke naam is voor het eerst geldig gepubliceerd in 1899 door Heyne.
De soort komt voor in Europa.